# 根斯威县
根斯威县，一译根帅县，是柬埔寨干丹省下辖的一个县。柬埔寨华人称其为见檖县。该县有小香港之称。
据1998年人口普查，此县共有148,358人。